# Cololabis
Genre
Cololabis est un genre de poissons téléostéens (Teleostei) à nageoires rayonnées.

## Liste des espèces
- Cololabis adocetus Böhlke, 1951
- Cololabis saira (Brevoort, 1856) - balaou du Japon, balaou du Pacifique